# Shun Akiyama
Shun Akiyama (秋山駿 Akiyama Shun?, 23 de abril de 1930, Tokyo - 2 de octubre de 2013, Tokyo) fue un crítico literario japonés, y un miembro de la Academia de Arte de Japón.
Se graduó de la Universidad de Waseda en 1953 con una licenciatura en literatura francesa. Entre 1979 y 1993 fue profesor en la Universidad de Tokio de Agricultura y Tecnología, y desde 1997 en la Universidad de Musashino.

## Premios
- Gunzō Award for New Writers, división de la crítica literaria (1960）
- Itō-Sei Literary Prize (1990）
- Noma Literary Prize (1996）
- Mainichi Publishing Culture Award (1996）
- Watsuji Tetsurō Culture Award（2003）